# Berthe de Sulzbach
Berthe de Sulzbach (rebaptisée Irène ou Eirene de Sulzbach à son mariage) fut la première épouse de l’empereur Manuel Ier Comnène. Elle semble décédée entre 1159 et 1161 suivant des sources,. Cette princesse occidentale d’origine allemande, la belle-sœur par alliance de Conrad III, aurait été adoptée dans la famille royale par lui avant son mariage qui fit d’elle la seule impératrice byzantine d’origine allemande, un mariage entre deux grandes puissances pour avoir une puissance militaire accrue contre les ennemis de l'empire byzantin. Son mariage lui procura deux enfants. Les sources évoquant l’impératrice sont rares, encore plus considérant les destructions majeures qui ont suivi la chute de Byzance et la prise de Constantinople par les croisés. La retenue byzantine d’écrire à propos de leurs reines, sont plus particulières envers leurs reines étrangères. Le résultat final est que presque tout ce que nous savons sur elle est en relation avec son mariage à l’empereur byzantin.

## Histoire

### Son enfance
La date de naissance de Berthe de Sulzbach n’est pas écrite dans les sources qui la concerne elle et sa famille. Nous savons qu’elle est la fille de Berengar II compte de Sulzbach et d'Adélaïde de Wolfratshausen, qu'elle est née au château (de) de Sulzbach et qu’elle est la sœur de Gertrude de Sulzbach. Gertrude épousa Conrad III, ce qui créa le lien de parenté entre Berthe et le roi Conrad III qui fut exploité plus tard lorsque de l’alliance entre le Saint Empire Germanique et Byzance fut décidé. Avec Gertrude, nous savons que son père a eu au total 6 enfants, dont 5 filles. C’est seulement basé sur l’âge de mariage de sa sœur Gertrude qu’on pense être l’aînée de la famille (Gertrude est née environ en 1110 et elle est mariée en 1135), et la date de naissance de son seul frère Gebhard (environ 1114), qu’on peut estimer que sa date de naissance est probablement entre 1111 et 1113. Berthe de Sulzbach serait donc la deuxième née de Berengar II de Sulzbach, et serait suivie de son frère et ces trois autres sœurs Adelheid, Liudgard et Mathilde.

### Le Mariage

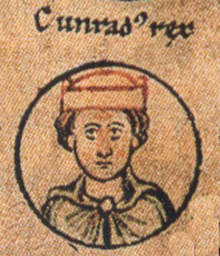
Une représentation de Conrad III, beau-frère de Berthe.

#### Les Négociations
Les négociations de mariages ont commencé très tôt entre le roi du Saint Empire Germanique Conrad III et l’empereur de l’Empire Byzantin Jean II Comnène. Conrad III ne démontra pas beaucoup d’intérêt pour une alliance avec les Byzantins au début des négociations, négligeant les contacts avec Jean II de Comnène et ne proposant à l’empereur que sa belle-sœur Berthe de Sulzbach. Malgré le manque d’intérêt du roi allemand, le problème que posait le roi Roger II de Sicile ainsi que les pressions normandes ont poussé ce dernier à conclure une première alliance par l’entremise du mariage. Berthe de Sulzbach quitta donc son domicile pour aller vivre à Byzance en 1142 en prévision de son mariage avec Manuel Ier Comnène.

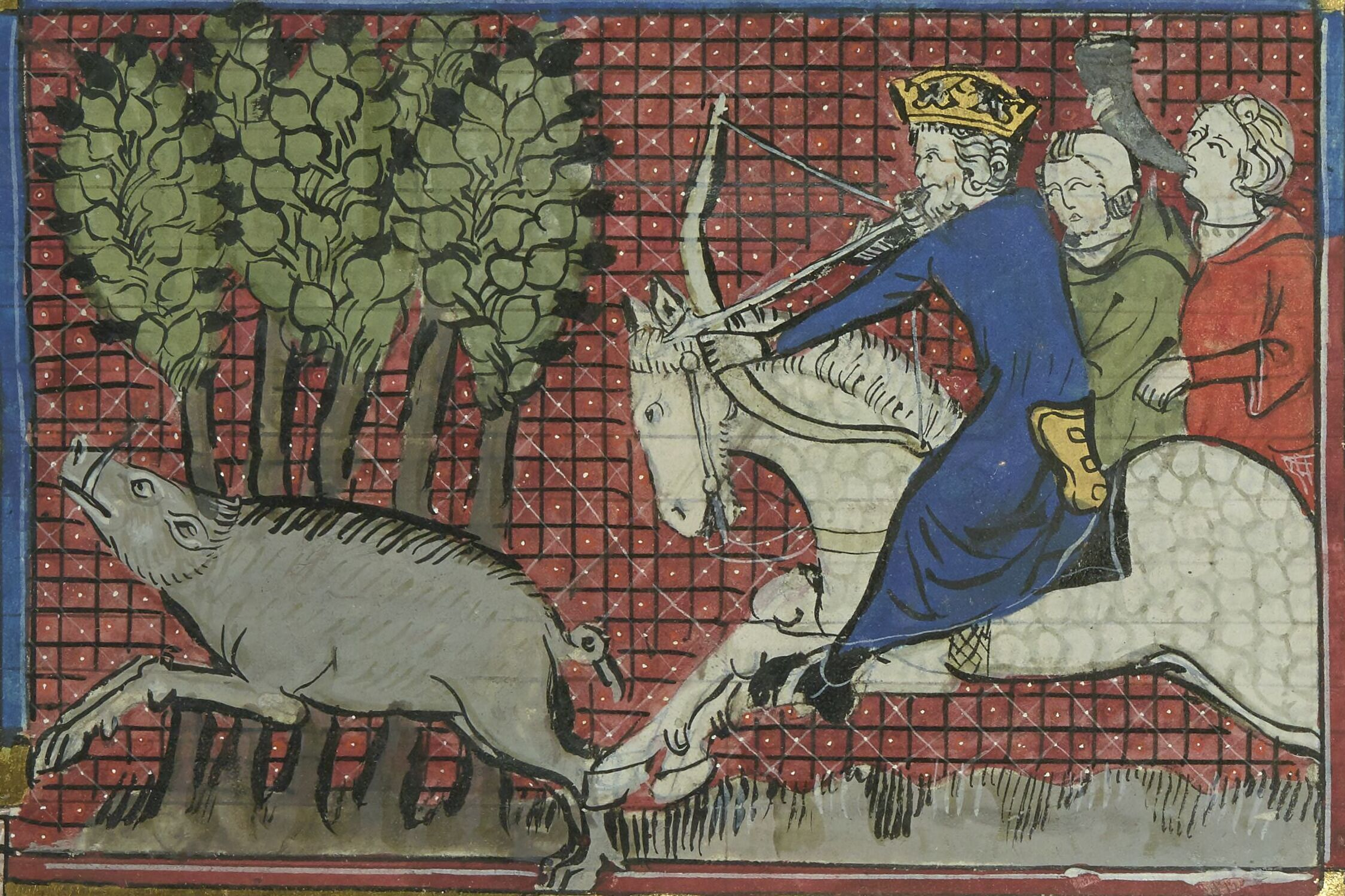
Une image de Jean II de Comnène pratiquant la chasse ; rappelons-nous que ce dernier est mort dans un accident de chasse, laissant le trône au fiancé de Berthe.

La mort des deux grands frères de Manuel Ier, Alexis et Andronic, vers la fin de l’an 1142 changea les plans de Jean II qui décida de mettre sur le trône son quatrième fils au lieu de son troisième enfant Isaac qui était l’aîné de Manuel Ier. Jean II périt lui-même en 1143 dans un accident de chasse, laissant le trône à son cadet prématurément. Manuel Ier, maintenant sur le trône, rediscuta l’offre de mariage faite par Conrad III pour obtenir entre autres une meilleure dot de son mariage avec Berthe de Sulzbach, qui originellement ne comprenait que le duché de Pouilles et Calabre. Pour faciliter les négociations Conrad III, qui désire maintenant désespérément une alliance avec Byzance, adopte Berthe de Sulzbach comme fille pour augmenter son statut social et la rendre digne d’un mariage avec un empereur. Ces nouvelles discussions concernant l’alliance ont lieu pendant l’an 1145 principalement, et simultanément Manuel Ier de Comnène entretient des discussions avec le roi de Sicile dans une possible alliance au lieu de l’Allemagne. Cela tombe à l’eau, dû probablement à une offense du roi de Sicile envers l’empereur Manuel Ier, et le mariage avec Berthe de Sulzbach sera précipité après les faits.
Nous suspectons qu’avant son mariage dans la cour Byzantine, Berthe-Irène reçut des cours pour apprendre entre autres l’étiquette byzantine ainsi que la langue grecque, qui était utilisée dans tout l’empire. C’était la tradition à Byzance de faire venir les futures femmes des empereurs jeunes pour leur apprendre cette étiquette avant le mariage, très souvent aussi jeune que 11 ou 12 ans d’âge seulement. Cependant, comme nous suspectons que Berthe-Irène était plus âgée que Manuel Ier et que l’entente de mariage s’est faite tardivement entre Conrad III et Jean II, cette dernière aurait appris le tout entre son arrivée à Byzance en 1142 et son mariage en 1146.

#### Opinion de la cour
L’arrivée de Berthe de Sulzbach à la cour byzantine est très peu discutée. Il semblerait que dès son arrivée, il y a eu des critiques sur la princesse allemande, surtout axées sur la rencontre de la femme d'Andronic, Irène. Apparemment, lorsque la nouvelle reine arriva et fut perçue par le peuple pour la première fois, habillée comme elle l’était, on assume qu’elle était en fait une nonne, et non une princesse arrivée pour marier le plus jeune fils de l’Empereur, et cela fut perçu comme un mauvais présage. Encore plus lorsque l’héritier au trône périt prématurément et que sa femme Irène fut envoyée dans un couvent pour y passer le restant de ses jours. À cause de ses origines venant des Francs et catholique, les prêtres byzantins de la cour expriment une forte réserve. De plus, ne connaissant pas les coutumes byzantines à son arrivée, cette dernière mélangea la robe de sa future belle-sœur, qui portait des sombres couleurs, comme une robe de deuil au lieu d’une robe de célébration, un faux pas social. Plusieurs voient le futur mariage de Berthe et Manuel Ier comme la domination de la nouvelle Rome sur l’ancienne Rome, et aussi une réaffirmation que la femme de l’empereur était culturellement inférieure car son rôle dans le mariage est réduit à celle qui obéit à son mari et est soumise à lui.

#### Le mariage

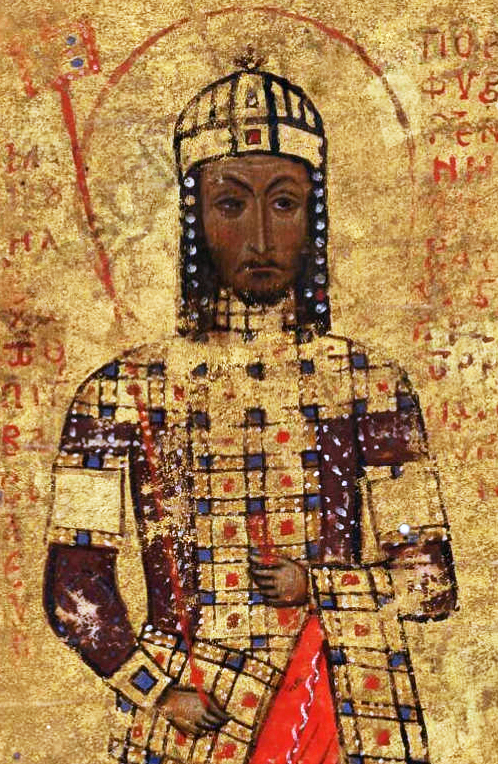
Manuel Ier de Comnène.

C’est en janvier 1146 que Manuel Ier de Comnène prit la princesse Berthe de Sulzbach comme épouse officiellement. Avec son mariage, elle gagna le nom grec Irène (Eirene), et elle consolide le pouvoir Byzantin avec une alliance au Saint Empire Germanique dans une alliance qui aida l’empire à atteindre son apogée. Maintenant que la puissance combinée des deux empires est confirmée par ce mariage, la menace des Normands n’est plus aussi importante qu’elle le fut avant. Pareillement pour la Sicile, qui aurait probablement subit une attaque byzantine s’il n’avait pas s’agit de la deuxième croisade qui arriva en terre byzantine. De ce mariage naissent deux enfants : Marie Comnène (1152-1182) qui épousera Rénier de Montferrat (1162-1183), et Anne Comnène (1154-1158). Certains pensent que Berthe de Sulzbach aurait été ensorcelée pour ne pas produire d’héritier masculin, et que c’est pour cette raison que pendant sa courte union avec Manuel Ier elle ne produisit que deux filles avant de mourir.
Le mariage de Berthe et de Manuel Ier de Comnène s’inscrit également dans un mouvement de changement culturel à Byzance. En effet, l’empereur byzantin Manuel Ier de Comnène état un admirateur de la culture occidentale, et aimait entre autres la joute et d’autres sport occidentaux. Le reste de son empire ne connaissait pas une telle admiration de la culture occidentale, et avait même beaucoup de méfiance envers les occidentaux. Pour célébrer leur union, Manuel Ier fit également construire pour sa femme un nouveau palais appelé "Polytimos", un des seuls travaux de constructions connue de l’époque de Manuel Ier. Il s'assure également que son épouse soi entouré comme elle se doit de l'être pour sa position.

#### Une union politique
Si l’union de Berthe-Irène et de Manuel Ier ne fut pas une union romantique, les deux époux avaient du respect l’un pour l’autre. Manuel appréciait la beauté féminine, et on lui connaît aujourd’hui plusieurs maitresses incluant sa propre nièce Théodora, décrite par Nicétas Choniatès. Théodora fut une amante qui réclamait beaucoup d’attention de l’empereur et qui prenait beaucoup de place dans le palais. Elle était aussi parfois prise de crises de jalousies et pouvait devenir violente. Berthe ne semble pas de son côté avoir eu d'autre amant que son époux avant sa mort. Malgré cette distance dans le couple, Manuel ne manque pas l’occasion de faire bonne impression pour elle comme elle fait bonne impression pour lui. Un exemple de Manuel Ier présentant des traits chevaleresques est lorsque ce dernier en campagne reprend le territoire de Kerkyra.
Berthe demeurait très désavantagée par cette union. Outre le manque de fonds et les critiques sévères provenant de la cour de son mari, cette dernière se retrouvait seule, loin de sa patrie et de sa famille, sans aucun support pour l’aider à mettre un pied ferme dans la cour byzantine. Bien qu’elle travaille fort pour être une aide pour son mari, le fait qu’elle soit une princesse occidentale sera toujours son plus gros défaut pour les Byzantins.

### La vie en tant qu’impératrice
Berthe de Sulzbach ne passa pas une vie paisible à ne rien faire ; en tant qu’impératrice et épouse, elle offre son support à son mari lorsque celui-ci en avait besoin. Elle prenait sa place lors de ses absences, assurait des contacts non seulement avec son beau-frère par alliance, mais également avec la France et autres pays occidentaux avec lesquels le couple royal entrait en contact, surtout pendant la Seconde Croisade. Elle aida activement son mari dans la vie politique et apparaissait à ses côtés lors des Sénats, et offrait son support à ce dernier malgré ses nombreuses infidélités. À travers son intérêt pour les politiques allemandes, son royaume d’origine, l’empereur Manuel Ier de Comnène demeurait très bien informé des mouvements de son allié voisin. Berthe intervient également en faveur de Henri Bérenger, un fils de Conrad III, pour le fiancer avec une nièce de Manuel. Elle montre des talents diplomatiques entre son époux et l'empereur germanique, notamment lors d'une visite à la cour byzantine en 1148. On conserve comme écrits de sa main des poèmes et un discours.
De plus, l’impératrice fut d’une grande aide lorsque le ministre Theodore Styppeiotes conspira avec le roi de Sicile en 1158 (ou 1159, encore une fois dépendant des sources). C’est elle qui rapporta à son mari la traitrise de son allié qui permit à Manuel Ier de Comnène de le punir et le bannir avant que trop de mal soit fait. Berthe de Sulzbach était également une femme très éduquée. Elle se fit patronne des arts, probablement pour montrer son implication dans la culture byzantine, et poussa pour qu’il y ait une écriture moderne des Allégories de l'Illiade qui soit faite nommée Iliaka. La réécriture du classique grec ne fut malheureusement pas complétée avant sa mort, mais elle reçut tout de même une dédication de la part de Jean Tzétzès lorsque l’ouvrage fut complété.
L’impératrice Berthe-Irène était bien vue par la société byzantine pour ses qualités ; elle est décrite comme étant courageuse et pieuse par ses contemporains, ainsi que soucieuse de son âme éternelle. Mais toutes ses belles qualités ne peuvent la sauver de la critique de ses contemporains, qui d’un même coup de roseau qui décrivait sa piété expliquaient que sa beauté physique laissait à désirer. Il faut ajouter à cela que l’impératrice de Byzance Irène refusait de porter, comme ses consœurs de son époque et les autres dames de la cour, du maquillage pour accentuer sa beauté. Elle préférait rester comme elle apparaissait, et se concentrer sur sa foi. Si sa foi était admirable, le fait qu’elle soit une impératrice occidentale et qu’elle refuse de se conformer aux normes de beautés en vigueur à la cour soulève plusieurs critiques à la suite de son décès, et il est dit que c’est probablement pour cette raison que son époux prit comme amante sa nièce.
Berthe-Irène n’eut pas l’occasion de construire des monastères, où autre bâtiment religieux lors de son court mariage avec l’empereur byzantin. À cause de son statut d’étrangère, et malgré son mariage dans la cour byzantine, l’impératrice avait beaucoup moins de liberté financière que les autres impératrices qui vécurent à son époque et qui étaient de naissance byzantine. Son budget restreint causa d’ailleurs des problèmes entre elle et Jean Tzétzès lorsque cette dernière tenta de le commissionner et la question de paiement fut soulevée, car elle ne put offrir à l’écrivain plus d’argent que ce qui avait été entendu malgré le fait que l'auteur avait fait beaucoup d'efforts pour offrir un travail magnifique.

### Décès
Si nous sommes incertain de la date exacte de décès de Berthe de Sulzbach (nous pensons qu’elle est décédée entre 1159 et 1161 selon les sources,), nous savons qu’elle n’aura donné à son mari aucun autre enfant après la naissance de Anne, et donc ne laissa aucun héritier légitime au trône. Sa mort parait avoir été difficile pour sa famille, mais ultimement l’empereur se remariera à une autre princesse occidentale, Marie d'Antioche, pour satisfaire le besoin d’un héritier au trône Byzantin et créer de nouvelles alliances. Elle amène avec elle dans la tombe l’alliance entre le Saint Empire Germanique, une perte qui se fit ressentir beaucoup par les Allemands, car Berthe de Sulzbach avait continué de maintenir les bonnes relations entre sa nouvelle demeure et son ancien royaume, pour le bénéfice de son mari. À la suite de son décès, l’empire byzantin a une courte crainte d’attaques provenant du Saint Empire Germanique. Berthe est enterrée au monastère du Pantocrator, sa tombe est détruite après la conquête de Constantinople par les Ottomans lors de la conversion de l'église en mosquée.
Dans les textes composés à son propos après sa mort, nous pouvons observer encore la méfiance des occidentaux typiques à Byzance sous Manuel Ier de Comnène, et qui est complètement à l’opposé du comportement de l’empereur qui adore la culture occidentale et cherche à l’intégrer dans son empire. Même l’impératrice, dans toute sa piétée et son amour de la religion, n’est épargnée de ce jugement et est placée dans les mêmes cases que le reste des occidentaux, trop « fière » selon les Byzantins. Et malgré ses douze ans en tant qu’Impératrice de l’empire Byzantin, Berthe-Irène de Sulzbach laisse une très faible marque dans l’histoire byzantine. Peu de sources parlent d’elle, et nous ne connaissons que peu de choses sur elle en dehors de son mariage avec Manuel Ier de Comnène. Elle fut enterrée dans l’église Pantocrator construite par Jean II, là où son mari sera enterré lui-même à sa mort en 1180. La mémoire de Berthe et de son rang dans la société ont une place particulière au sein de la Maison de Sulzbach (de). La chronique de Kastl raconte l'histoire d'un prétendu retour de Berthe de Constantinople, sa mort et son enterrement à Kastl. Au XVIIe siècle, Johannes Braun, l'auteur de la chronique de Nordgau, un margraviat de Bavière, affirme avoir vu sa tombe dans la crypte des Sulzbach, à l'abbaye de Kastl (de). Ce retour et cet enterrement sont complètement faux.